# Sire Records
Sire Records Company é uma gravadora americana fundada em 1966 sob o nome de Sire Productions por Seymour Stein e Richard Gottehrer. 
Na década de 1970, a Sire se transformou em uma grande gravadora independente e contratou principalmente artistas de punk, estilo crescente em Nova Iorque. Artistas como Ramones, Talking Heads, Blondie, Television, Patti Smith, Regina Spektor foram artistas que gravaram pela Sire Records.
Nos anos 90, ela também teve destaque por lançar músicas de bandas como Depeche Mode. A principal imagem da Sire Records na década de 1980 até início da década de 1990, foi Madonna, com seus inúmeros singles lançados tornou a gravadora mundialmente conhecida.